# Katha moorei
Katha moorei — вид метеликів родини Ведмедиці (Arctiidae). Метелик зустрічається на сході Китаю.